# Jüdischer Friedhof (Weyer)

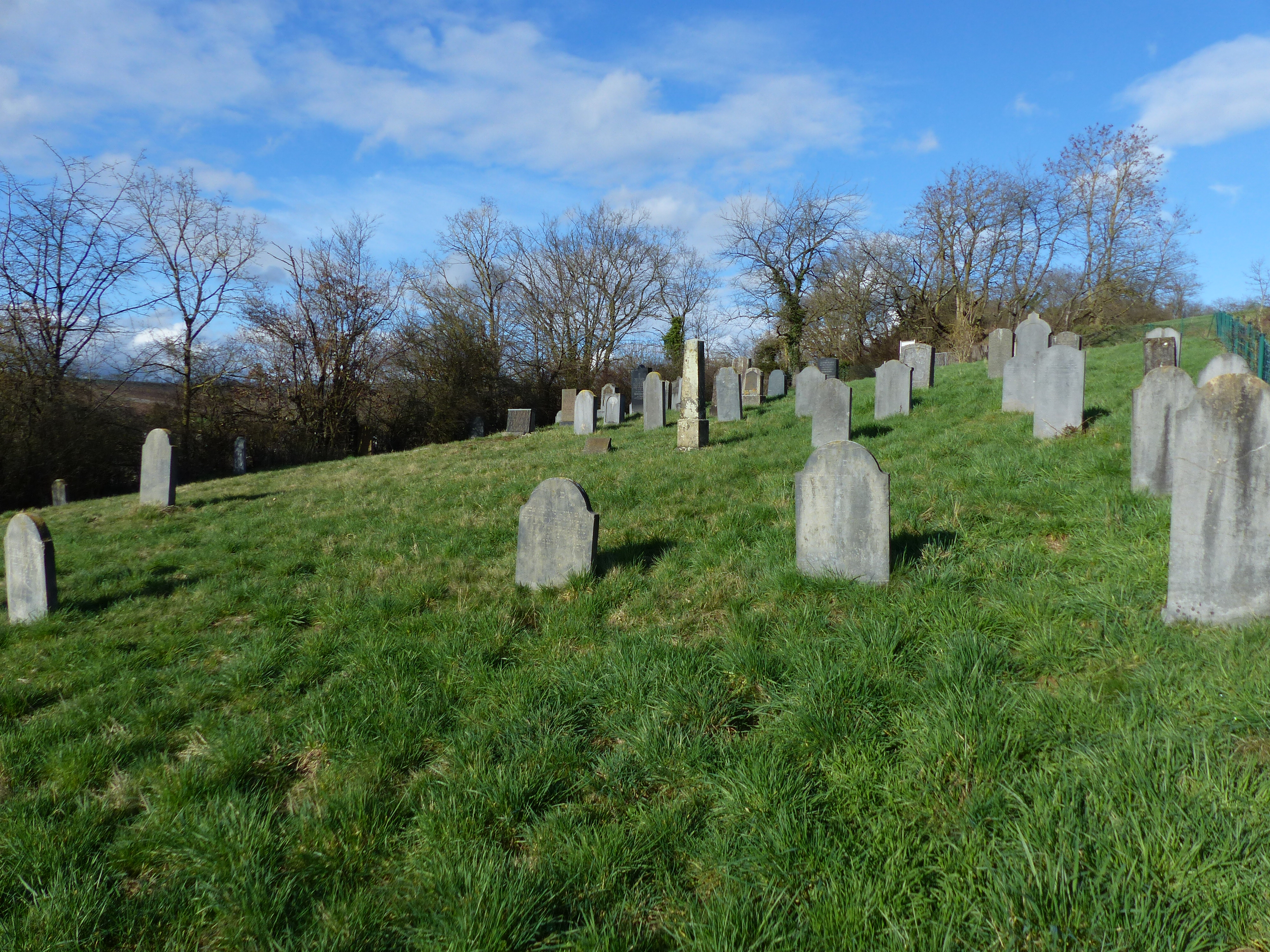
Jüdischer Friedhof in Weyer

Der Jüdische Friedhof Weyer ist ein jüdischer Friedhof in Weyer, einem Ortsteil der Gemeinde Villmar im Landkreis Limburg-Weilburg in Mittelhessen. Der Friedhof ist ein geschütztes Kulturdenkmal. Er befindet sich am östlichen Ortsrand.

## Geschichte
Der jüdische Friedhof diente den jüdischen Einwohnern von Weyer sowie Oberbrechen, Wolfenhausen und Münster als Begräbnisstätte. Diese bildeten eine jüdische Gemeinde um die Synagoge von Weyer. Friedhof und Synagoge sind seit dem 18. Jahrhundert nachweisbar. Auf dem 11,10 Ar großen Friedhof befinden sich heute noch 58 Grabsteine (Mazewot) des 19. und frühen 20. Jahrhundert. Das letzte Begräbnis fand um 1938 statt.